# Creu de la Victòria

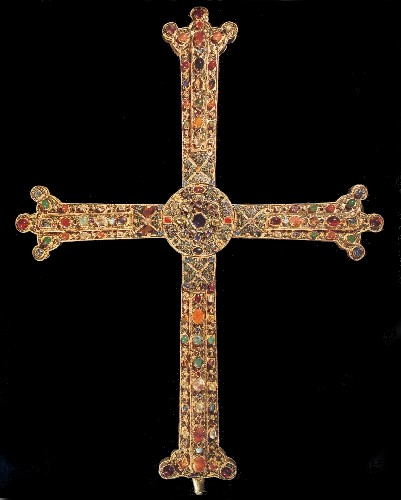
Cara dorsal de la creu

La creu de la Victòria és una creu d'or i pedres precioses amb ànima de fusta que es conserva a la Cambra Santa de la catedral d'Oviedo i que s'ha convertit en un símbol d'Astúries, fins al punt que la silueta de la creu és el principal element de la bandera d'Astúries.
Segons la llegenda l'ànima de fusta és la creu que va portar Pelai I a la batalla de Covadonga i des d'aleshores fou patrimoni dels reis d'Astúries. El 908 el rei Alfons III d'Astúries va fer-la enjoiar per orfebres francs, en estil preromànic, i, en traslladar la capital a la Lleó, la va dipositar a la catedral d'Oviedo.

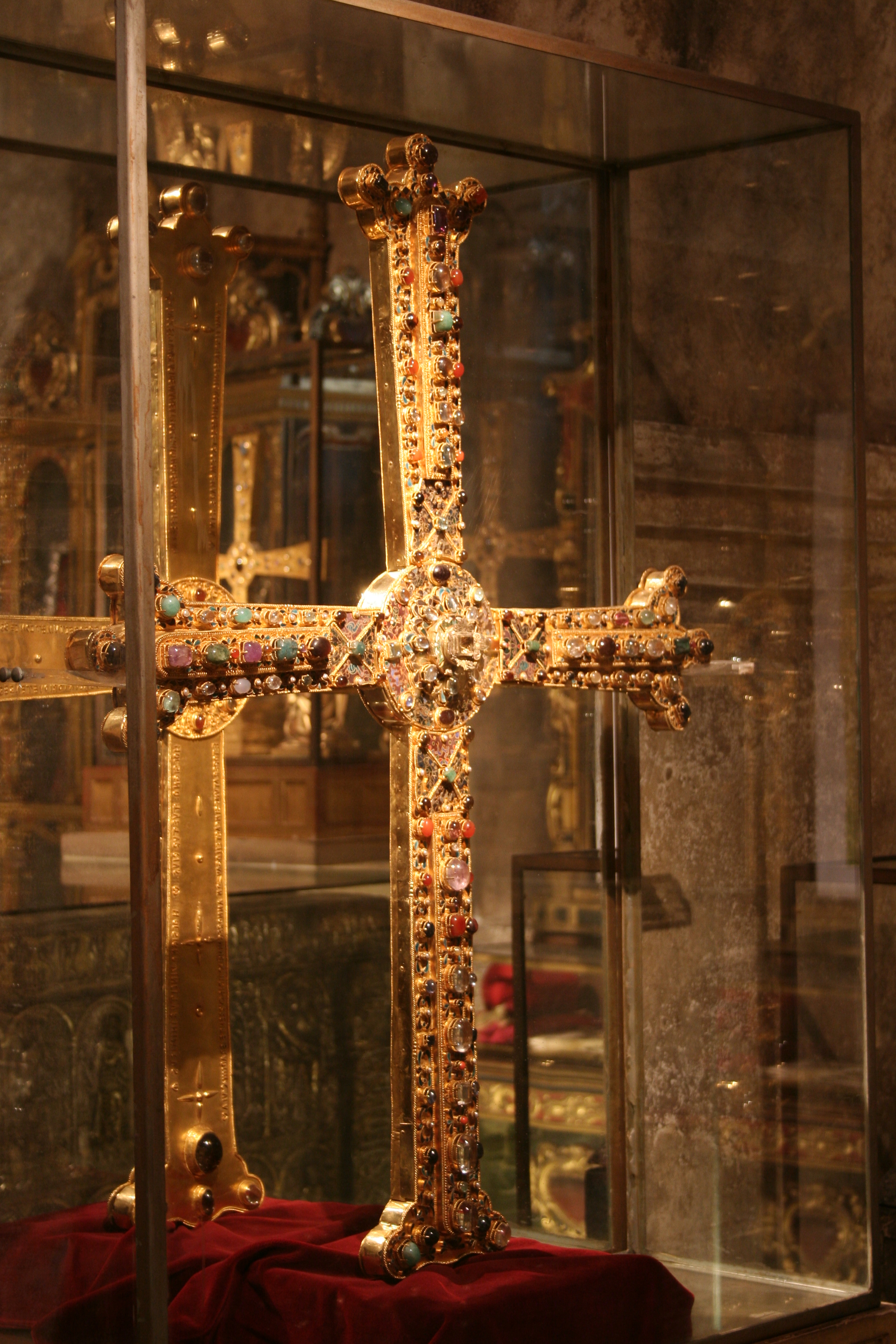
La creu exposada a la Cambra Santa